# Roberlo
Roberlo es una empresa fundada en 1968 en Gerona, especializada en el desarrollo, fabricación y venta de pinturas y soluciones de reparación para el repintado de automóviles y sectores industriales. La compañía cuenta con diversas filiales y dos centros de producción situados en España y Brasil, así como una red comercial que se extiende en más de 120 países.
Comenzó en la década de los 60 como distribuidora de pinturas y hoy en día, con más de 550 empleados, Roberlo es un referente mundial en la fabricación de pinturas y soluciones para el proceso de reparación de carrocería y aplicaciones industriales.
La empresa produce y distribuye una amplia gama de productos, incluyendo masillas, imprimaciones, barnices, pinturas, catalizadores, disolventes, aditivos, protectores, pulimentos, aerosoles y otros productos complementarios. La compañía ha sido reconocida por ser una de las primeras en sacar al mercado masillas ligeras y masillas libres de estireno.
La sede central de la empresa se encuentra situada en Riudellots de la Selva, a pocos quilómetros de Gerona, donde se ubican el Crom Techno Center (I+D).y el renovado Crom Competence Center.
El Crom Techno Center es un centro de investigación y desarrollo de vanguardia, donde se realizan estudios avanzados para la creación de nuevas soluciones y tecnologías que impulsan la innovación en el sector de la pintura y reparación de carrocerías.  
Por su parte, el Crom Competence Center es un espacio dedicado a la capacitación técnica y profesional, ofreciendo programas de formación teórica y práctica diseñados a medida para satisfacer las necesidades de los clientes de todo el mundo. Este centro, que combina tecnología avanzada con una experiencia educativa integral, permite a Roberlo compartir su conocimiento y experiencia con profesionales de diversas industrias, promoviendo el desarrollo de habilidades y mejores prácticas en el uso de sus productos y soluciones.   
Paralelamente, la empresa colabora con la Generalidad de Cataluña y el Departamento de Educación en la promoción de estudios de formación profesionalcon el objetivo de promocionar y mejorar la formación y cualificación de los futuros profesionales del sector.  